# Дзьоган багійський
Дзьога́н багійський (Veniliornis maculifrons) — вид дятлоподібних птахів родини дятлових (Picidae). Ендемік Бразилії.

## Поширення і екологія
Багійські дзьогани мешкають на південно-східному узбережжі Бразилії, в штатах Баїя, Еспіріту-Санту, Мінас-Жерайс і Ріо-де-Жанейро. Вони живуть у вологих рівнинних і гірських атлантачних лісах, в парках і садах. Зустрічаються на висоті до 1300 м над рівнем моря.